# San Carlos (kommun), Salta
Departamento de San Carlos är en kommun i Argentina.   Den ligger i provinsen Salta, i den norra delen av landet, 1 200 km nordväst om huvudstaden Buenos Aires. Antalet invånare är 7 208. Arean är 5 125 kvadratkilometer.
Terrängen i Departamento de San Carlos är mycket bergig.
Omgivningarna runt Departamento de San Carlos är i huvudsak ett öppet busklandskap. Trakten runt Departamento de San Carlos är nära nog obefolkad, med mindre än två invånare per kvadratkilometer.